# نايل لايف
نايل لايف هي قناة مصرية تأسست عام 1998 ضمن باقة قنوات النيل المتخصصة وكان اسمها «قناة النيل للمنوعات» قبل أن يتم تغيير اسمها في عام 2008، وهي قناة مخصصة للمنوعات والترفيه والأغاني وغيرها، تبث القناة على نايل سات (Nile Sat) وتتبع القناة شبكة تليفزيون النيل.
أول من ترأس القناة كان الإعلامية سلمى الشماع واشتهرت بتقديم كوكبة من المذيعين الشباب وقتها تحولوا لاحقاً للتمثيل ومنهم: خالد أبو النجا و بسمة و إنجي علي ونجلاء بدر و تامر شلتوت.
كذلك ساهمت القناة في اكتشاف العديد من المطربين والنجوم الحالية ومن بينهم: تامر حسنى وخالد سليم ومحمد حماقى وآمال ماهر وشيماء سعيد وهيثم شاكر وحسام حبيب.